# 蒙泰居莱布瓦
蒙泰居莱布瓦（法語：Montaigu-les-Bois，法語發音：[mɔ̃tɛɡy le bwa]）是法国芒什省的一个市镇，属于库唐斯区。

## 地理
蒙泰居莱布瓦（48°53'34"N, 1°16'46"W）面积6.67 平方千米，位于法国诺曼底大区芒什省，该省份为法国西北部沿海省份，西、北、东北三面环大西洋，东起顺时针与卡爾瓦多斯省、奧恩省、马耶讷省和伊勒-维莱讷省接壤。
与蒙泰居莱布瓦接壤的市镇（或旧市镇、城区）包括：拉布卢蒂耶尔、勒梅尼勒加尼耶、诺曼底地区佩尔西、谢讷河畔加夫赖。

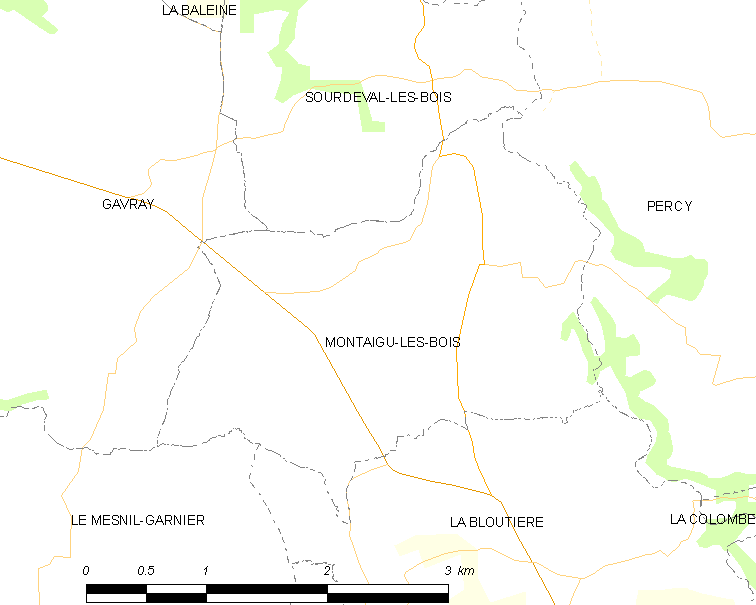
蒙泰居莱布瓦的OSM定位图

蒙泰居莱布瓦的时区为UTC+01:00、UTC+02:00（夏令时）。

## 行政
蒙泰居莱布瓦的邮政编码为50450，INSEE市镇编码为50336。

## 政治
蒙泰居莱布瓦所属的省级选区为谢讷河畔凯特勒维尔县。

## 人口

1962-2008年间蒙泰居莱布瓦人口变化图示

蒙泰居莱布瓦于2022年1月1日时的人口数量为208人。